# Keilaniemi (stacja metra)
Keilaniemi (szw. Kägeludden) – stacja metra helsińskiego znajdująca się w dzielnicy Keilaniemi, na terenie Espoo. 
Stację otwarto 18 listopada 2017, w ramach budowy tzw. Länsimetro.